# 長島万水
長島 万水（ながしま まんすい、本名: 長島 武彦〈ながしま たけひこ〉、1919年〈大正8年〉4月1日 - 1988年〈昭和63年〉）は釣り師。神奈川県横須賀市生まれ。                          

## 略歴
神奈川新聞社釣り欄を長年担当。特にカワハギ釣りの草分けとして知られる。
1963年（昭和38年）6月、横浜皮はぎ釣り研究会を組織し、カワハギ釣りの普及・指導に尽力した。現在のアサリの針への付け方を考案した。

## 著書
- 長島万水『三浦半島のボート釣り ＜アングラー・シリーズ 30＞』西東社、1964年12月20日。
- 長島万水『カワハギ釣り : 新技法による (アングラー・シリーズ 43)』西東社、1969年10月。
- 長島万水『神奈川県における遊漁船の現況と今後のあり方』1971年。
- 長島万水; 長島泛子『万水つり話』家の光協会、1977年3月5日。ISBN 978-4259542238。
- 長島万水『かながわのつり風土記』神奈川新聞社、1978年7月。
- 長島万水; 長島泛子『カワハギ釣りのすべて』神奈川新聞社、1979年6月1日。
- 長島万水『船頭　釣りばなし百話』神奈川新聞社、1980年7月。